# Джуглата
Джуглата е скална пирамида в землището на село Церово, Софийска област, обявена за природна забележителност. Изобразена е на герба на селото.
Скалната пирамида е изградена от долнотриаски червеноцветни кварцови пясъчници. Разположена е на 470 m н.в. Представлява скална гъба с височина 15 m, която е образувана под действието на повърхностните води. Формата ѝ е овална, стъпаловидно стесняваща се във височина, образувайки се няколко заравнени площадки. Разделена е на три отделни блока, като най-северният е силно нарушен.
По план трасето на железопътната линия София – Мездра преминава през Джуглата, но след недоволство от страна на местното население, трасето е променено.
На 5 февруари 1964 г. районът около Джуглата, на площ 0,7 хектара, е обявен за природна забележителност. В тази територия се забранява разкриването на кариери, събиране на камъни, копаене на пръст, събиране и унищожаване на пещерната фауна, влизането без разрешение в пещерите, чупенето на образуванията, драскането по стените, залесяването по какъвто и да е начин на пещерите в районите на скалните образувания. От 5 септември 2008 г. попада на територията на защитена зона Понор, част от екологичната мрежа Натура 2000 по Директивата за птиците.